# 牛角林小経
『牛角林小経』（ごかくりんしょうきょう、巴: Cūḷagosiṅga-sutta, チューラゴーシンガ・スッタ）とは、パーリ仏典経蔵中部に収録されている第31経。『小牛角沙羅林経』（しょうごかくさらりんきょう）、『小ゴーシンガ経』（しょうゴーシンガきょう）とも。
類似の伝統漢訳経典としては、『中阿含経』（大正蔵26）の第185経「牛角娑羅林経」がある。
釈迦が、ゴーシンガ（牛角）の沙羅林で、阿羅漢アヌルッダと会話を交わし、彼らを励ます。

## 日本語訳
- 『南伝大蔵経・経蔵・中部経典1』（第9巻） 大蔵出版
- 『パーリ仏典 中部（マッジマニカーヤ）根本五十経篇II』 片山一良訳 大蔵出版
- 『原始仏典 中部経典1』（第4巻） 中村元監修 春秋社